# The Noose
The Noose (bra: Segredo de Morte) é um filme mudo norte-americano de 1928, do gênero drama, dirigido por John Francis Dillon  e estrelado por Richard Barthelmess e Montagu Love.

## Produção
O roteiro é baseado em peça em três atos de Willard Mack, que ficou em cartaz na Broadway de 20 de outubro de 1926 a abril de 1927. A peça, por sua vez, originou-se de uma história de H. H. van Sloan.
O astro Richard Barthelmess foi indicado ao Oscar de Melhor Ator por sua atuação, na primeira edição do prêmio instituído pela Academia. Na mesma cerimônia, Barthelmess concorreu com outro trabalho -- The Patent Leather Kid, dirigido por Alfred Santell.

## Sinopse
Quando sua ex-esposa casa-se com o governador, o criminoso Buck Gordon passa a chantageá-la. Buck acaba morto pelo filho também bandido, Nickie Elkins. Agora, o futuro de Nickie está nas mãos da mãe: se ela disser a verdade, a carreira do marido estará arruinada; se ela se calar, ele será enforcado.

## Premiações
| Patrocinador                                  | Prêmio | Categoria                         | Situação |
| --------------------------------------------- | ------ | --------------------------------- | -------- |
| Academia de Artes e Ciências Cinematográficas | Oscar  | Melhor Ator (Richard Barthelmess) | Indicado |

## Elenco
| Ator/Atriz             | Personagem          |
| ---------------------- | ------------------- |
| Richard Barthelmess    | Nickie Elkins       |
| Montagu Love           | Buck Gordon         |
| Robert Emmett O'Connor | Jim Conley          |
| Jay Eaton              | Tommy               |
| Lina Basquette         | Dot                 |
| Thelma Todd            | Phyllis             |
| Ed Brady               | Set McMillan        |
| Fred Warren            | Pianista            |
| Robert T. Raines       | Governador Bancroft |
| Alice Joyce            | Senhora Bancroft    |
| Will Walling           | Carcereiro          |
| Ernest Hilliard        | Craig               |
| Romaine Fielding       | Juiz                |
| Emile Chautard         | Sacerdote           |
| Yola d'Avril           | Moça do cabaré      |